# Sven Haakanson
Sven Haakanson, Jr. (né en 1967) est un anthropologue américain, et a été directeur exécutif du musée   Alutiiq à Kodiak, en Alaska. Il est actuellement professeur associé à l'université de Washington à  Seattle, et curateur au Burke Museum.

## Jeunesse et études
Haakanson est né à Old Harbor, Alaska, un petit village  du  peuple des Alutiiq isolé sur une île,. Son père, Sven Haakanson, Sr., un chef de la communauté,  a été maire de Old Harbor et président du conseil tribal de Old Harbor Tribal Council,. À l'école,  Haakanson n'entend pas parler de l'histoire des Alutiit. Il interroge les adultes de la tribu sur la vie de leurs ancêtres, et ne reçoit de réponses que d'un seul ancien. Celui-ci enseigne à Haakanson la  langue Alutiiq et la culture du peuple Alutiiq. 
Haakanson étudie à l'université de l'Alaska à Fairbanks et obtient un diplôme de bachelor en anglais en 1992. Pendant ses études, Haakanson est invité de participer à la conférence d'études sur les Inuit à Copenhague, au Danemark.  Pendant cette conférence, il assiste à un exposé sur la culture  Alutiiq. En se rappelant cette expérience, il remarque : « Je me demandais pourquoi j'avais traversé la moitié du monde pour apprendre l'histoire et la culture des Alutiiq, alors que je pouvais faire la même chose chez moi, à la maison ».
Haakanson continue ses études comme étudiant gradué en anthropologie à l'université Harvard en 1992, et il obtient un diplôme de master en 1996 et un doctorat (Ph. D.) et 2000. Le titre de sa thèse était Ethnoarchaeology of the Yamal Nenets: utilizing emic and etic evidence in the interpretation of archaeological residues.

## Recherche
La recherche de Haakanson se concentre sur la documentation et la préservation de la langue et de la culture des Alutiiq. Actuellement, il n'existe que 24 personnes qui parlent couramment la langue Alutiiq. C'est pourquoi, il est important d'enregistrer le parler de façon permanente.
Haakanson était le directeur exécutif du musée Alutiiq, et professeur adjoint au Kodiak College (en) de  2000 à 2013. Depuis 2013, il est professeur associé non permanent à l'université de Washington, au département d’anthropologie, à Seattle et  curateur des collections des Indiens  d'Amérique  au Burke Museum.

## Distinction
- 2007 Haakanson est lauréat du Prix MacArthur[6].

## Article lié
- Massacre d'Awa'uq[7]

### Note
1. ↑  Le peuple Alutiiq est connu sous des noms divers, comme les Yupik du Pacifique et les  Sugpiaq. On utilise Alutiiq pour des raisons de cohérence en absence d'un autre nom qui s'impose. Le pluriel de Alutiiq est Alutiit.

### Sources
- David Braun, « For Alaska’s Alutiiq, the Future May Be Found in the Past », National Geographic Society, 2011 (consulté le 12 octobre 2012).
- Ben Fitzhugh, The Evolution of Complex Hunter-Gatherers : Archaeological Evidence from the North Pacific, New York, Springer, 2003, 332 p. (ISBN 978-0-306-47853-6, lire en ligne).
- (en) George Nicholas, Being and Becoming Indigenous Archaeologists, Walnut Creek, CA, Left Coast Press, 2010, 350 p. (ISBN 978-1-59874-497-2, lire en ligne).
- Joėlle Rostkowski, Conversations With Remarkable Native Americans, Albany, SUNY Press, 2012, 195 p. (ISBN 978-1-4384-4175-7).
- « Sven Haakanson », MacArthur Foundation, 2007 (consulté le 12 octobre 2012).
- « Sven Haakanson - New Board Member », Native Arts & Cultures Foundation, 2009 (consulté le 12 octobre 2012).
- « Sven Haakanson, Sr. », National Museum of Natural History, Smithsonian Institution, 2012 (consulté le 12 octobre 2012).